# Bělá (přítok Divoké Orlice)
Bělá je řeka v Královéhradeckém kraji, největší přítok Divoké Orlice. Délka toku je 40,6 km. Plocha povodí měří 214,4 km².

## Průběh toku
Řeka Bělá pramení v Orlických horách, na jižním svahu Vrchmezí (1084 m), v nadmořské výšce 1048 m. Teče střídavě jižním a jihozápadním směrem. Protéká Skuhrovem nad Bělou, Kvasinami, Solnicí, Černíkovicemi a Častolovicemi, pod kterými se zprava vlévá do Divoké Orlice na jejím 12,3 říčním kilometru v nadmořské výšce 264 m.
Bělá je sjízdná již od Jedlové v Orlických Horách. V horní části toku je to nádherná a vyhledávaná říčka. Prudce teče úzkým, zalesněným údolím, nepřetržitou řadou kamenitých peřejí. U Skuhrova nad Bělou se údolí otevírá a řeka opouští lesy. Přesto proud neztrácí na rychlosti a obtížnosti. Přírodní překážky zde nahrazují jezy které velmi často dokáží zkomplikovat další plavbu, především v Solnici. Teprve pod Černíkovicemi ztrácí řeka rychlost a peřejnaté úseky se střídají s lučinatými, s četnými meandry a hustým porostem. Před svým ústím přitéká u Častolovic z levé strany Kněžná.

### Větší přítoky
- levé – Huťský potok, Lokotský potok, Kněžná, Štědrý potok
- pravé – Deštná, Koutský potok, Chobot

Nejvýznamnějším přítokem Bělé je řeka Kněžná, která se do ní vlévá zleva na jejím 2,7 říčním kilometru v nadmořské výšce 270 m.

## Vodní režim
Průměrný průtok v Častolovicích (pod soutokem s Kněžnou) činí 2,39 m³/s.
Hlásné profily:
| místo             | říční km | plocha povodí | průměrný průtok (Qa) | stoletá voda (Q100) |
| ----------------- | -------- | ------------- | -------------------- | ------------------- |
| Skuhrov nad Bělou | 18,45    | 52,97 km²     | 1,07 m³/s            | 76,3 m³/s           |
| Častolovice       | 1,20     | 213,51 km²    | 2,39 m³/s            | 120,0 m³/s          |

N-leté průtoky ve Skuhrově nad Bělou:
| N-leté průtoky | Q1   | Q5   | Q10  | Q50  | Q100 |
| -------------- | ---- | ---- | ---- | ---- | ---- |
| Q [m³/s]       | 6,35 | 20,2 | 29,3 | 59,1 | 76,3 |

N-leté průtoky v Častolovicích:
| N-leté průtoky | Q1   | Q5   | Q10  | Q50 | Q100 |
| -------------- | ---- | ---- | ---- | --- | ---- |
| Q [m³/s]       | 22,6 | 49,4 | 63,4 | 101 | 120  |

## Mlýny
Mlýny jsou seřazeny po směru toku řeky.
- Vodní mlýn U skály – Jedlová v Orlických horách, okres Rychnov nad Kněžnou, kulturní památka
- Podliský mlýn – Hřibiny-Ledská, okres Rychnov nad Kněžnou, kulturní památka

## Fotogalerie

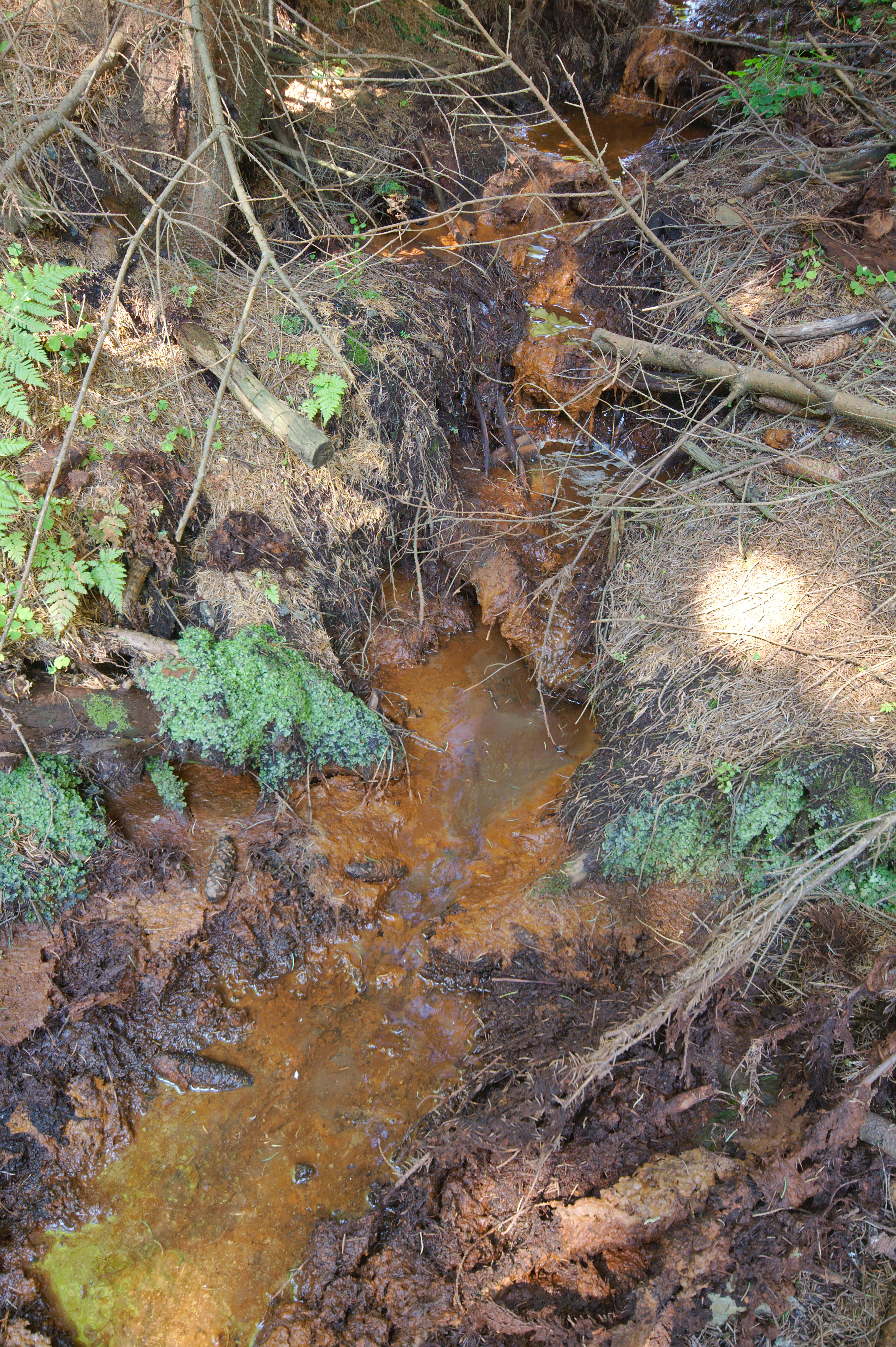
Bělá kousek od pramene
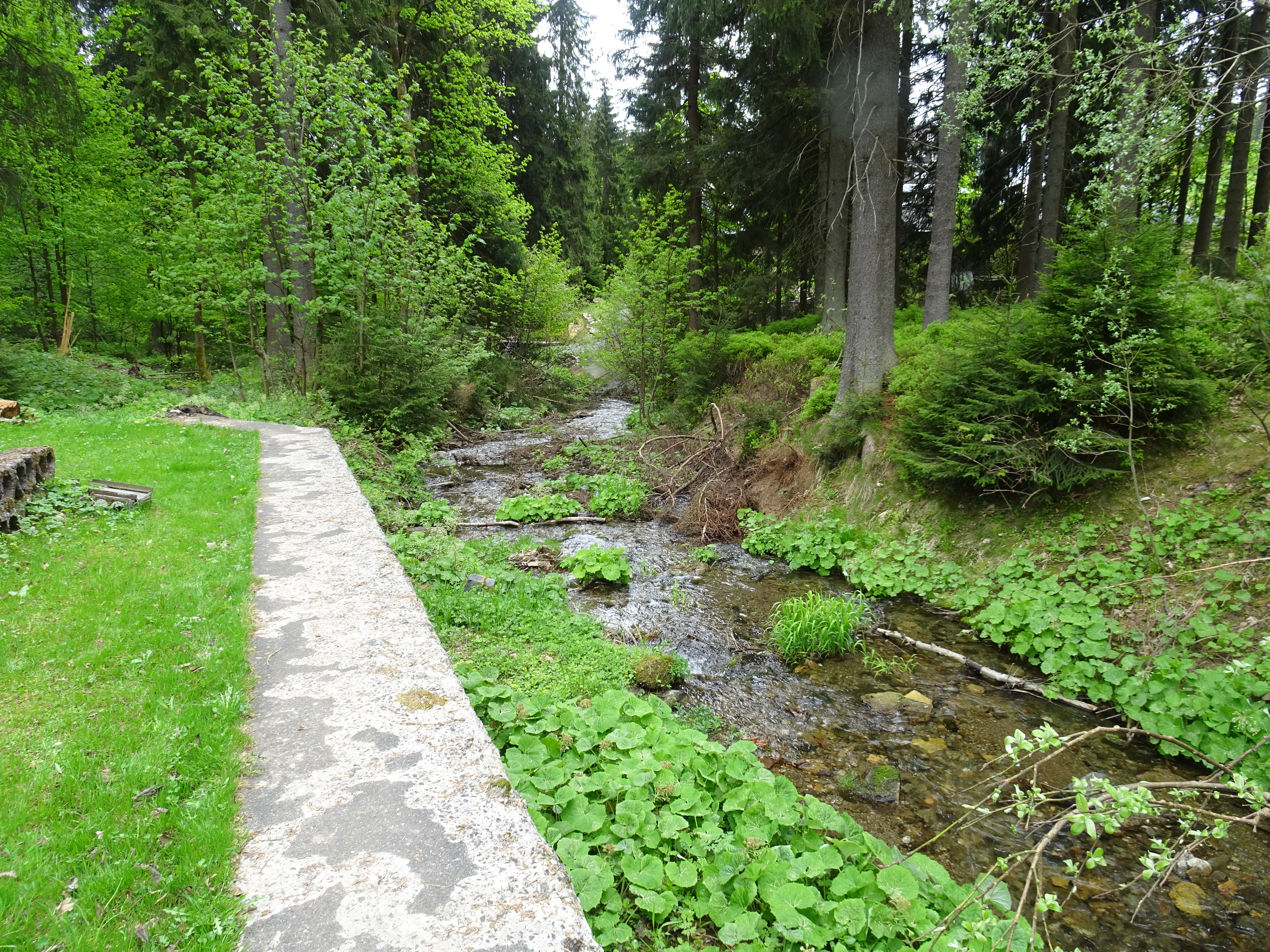
U osady Šerlišský Mlýn
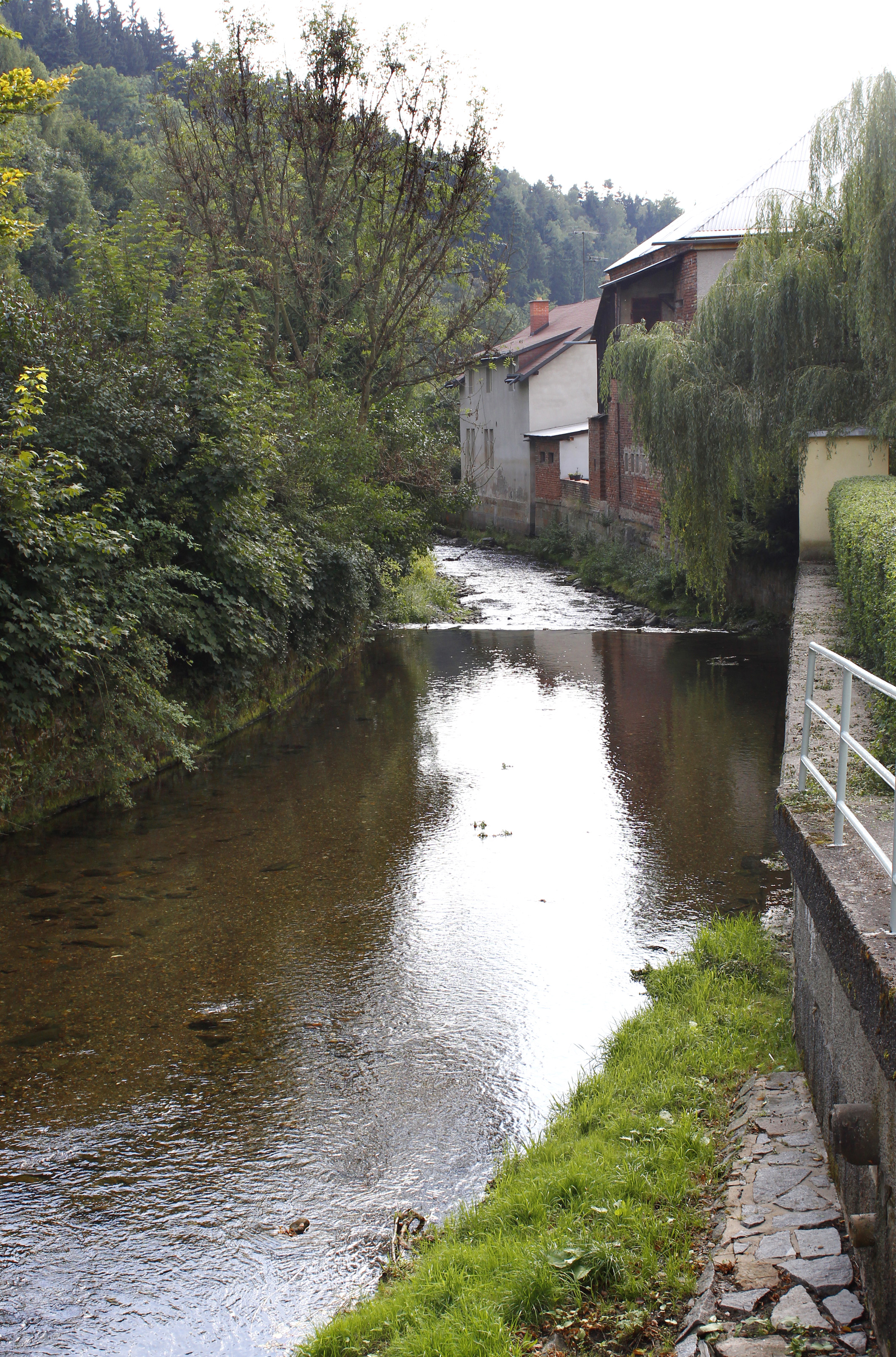
Říčka ve Skuhrově nad Bělou
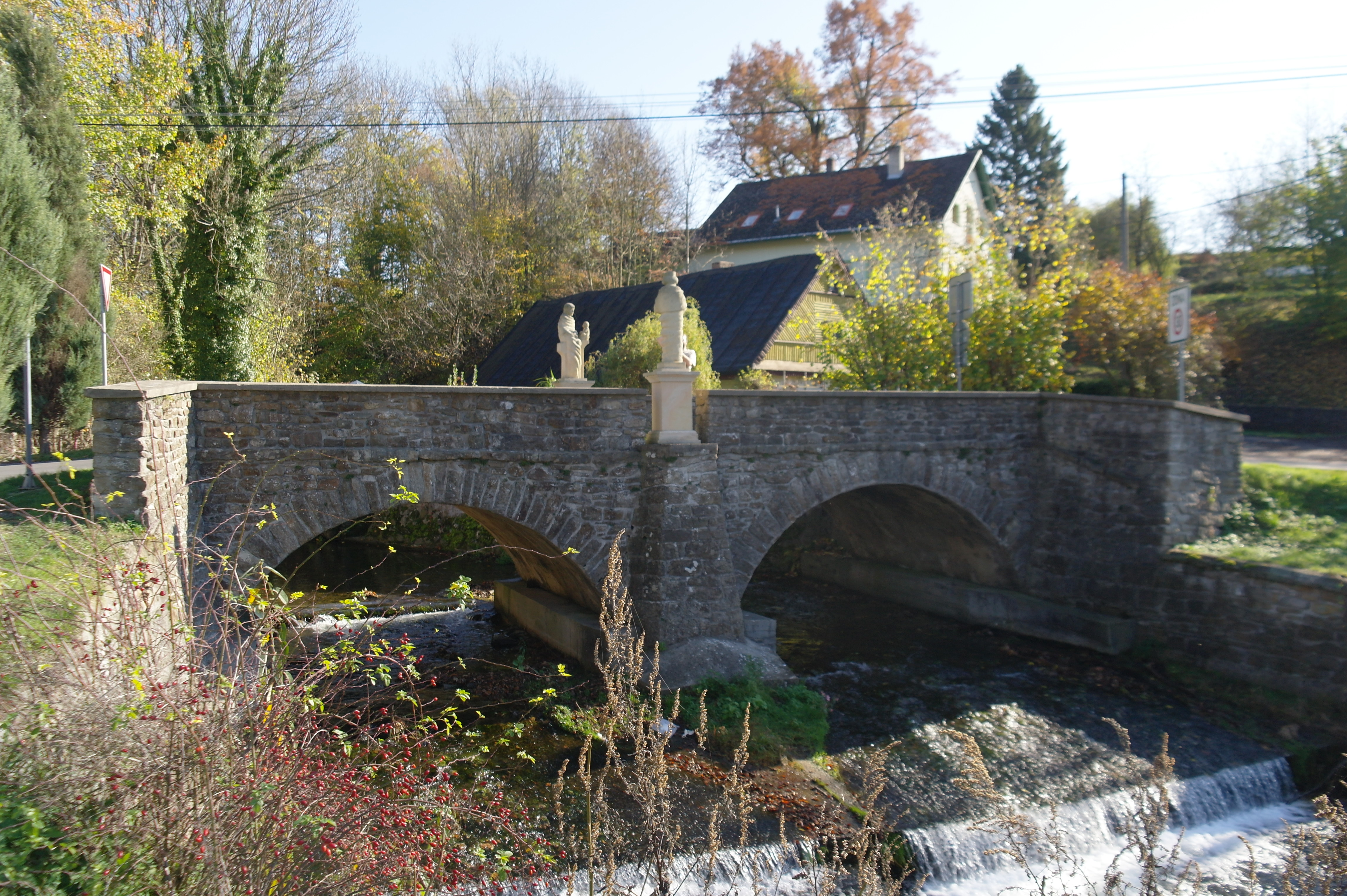
Kamenný most v Kvasinách
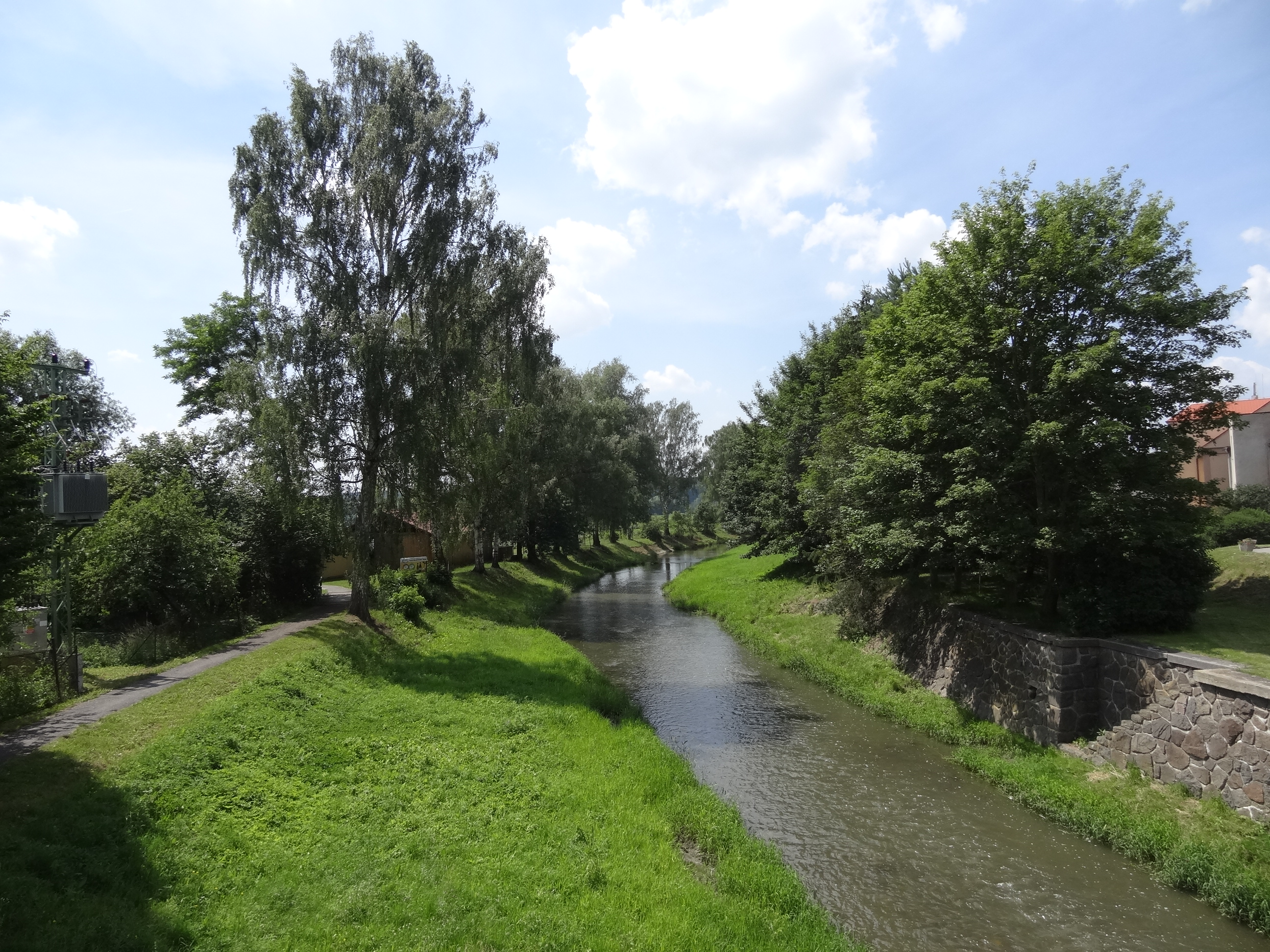
Bělá v Častolovicích